# Top Gun
Top Gun je američki film iz 1986. godine, redatelja Tonyja Scotta u produkciji Dona Simpsona i Jerryja Bruckheimera u suradnji s producentskom kućom Paramount Pictures. Film je nastao po članku u časopisu "California magazine", pod naslovom "Top Guns". Film postaje svjetski hit (procijenjena dobit u svjetskim kinima $344.800.000), Tom Cruise velika zvijezda s milijunskim honorarima, a glazba iz filma tjednima ne silazi s vrhova glazbenih ljestvica.

## Radnja
Maverick i Goose su piloti F-14 Tomcat aviona, pri čemu je Maverick jedan od najboljih pa poslije uspješnog odmjeravanja snaga s ruskim avionom MiG-28 (ne postoji u stvarnosti) poslan je u Top Gun školu u Miramaru Kalifornija, koju pohađaju najbolji američki mornarički piloti kako bi bili još bolji. Dva najbolja pilota su Iceman (Val Kilmer - koga se u filmu prikazuje kao samouvjerenog pilota sumnjičavog u sposobnosti drugih) i Maverick (Tom Cruise - još jedan samouvjereni pilot, i iako mu na početku filma nije uspio ulet Charlie - koja nije samo "glupa plavuša" u kafiću blizu vojne baze, nego civilni instruktor letenja, paralelna ljubavna radnja s Charlie, nepoznavanje očeve sudbine i duboko ljudska reakcija na gubitak kopilota oslikavaju ga kao normalnog čovjeka u koga se svatko može uživjeti). Naravno, filmovi mlađeg brata Ridleya Scotta moraju završiti happyendom, pa se pred kraj filma odvija neravnopravna bitka u zraku, 6 MiGova protiv 3 (veći dio vremena) samo 2 američka F-14 aviona, koju naravno "naši" junaci dobivaju 4:1.

## Glumci
- Tom Cruise kao Pete Mitchell - Maverick
- Kelly McGillis kao Charlotte Blackwood - Charlie
- Val Kilmer kao Tom Kazansky - Iceman
- Anthony Edwards kao Nick Bradshaw - Goose
- Meg Ryan kao Carol Bradshaw
- Rick Rossovich kao Ron Kerner - Slider
- Tom Skerritt kao Mike Metcalf - Viper
- Michael Ironside kao Rick Heatherly - Jester

## Produkcija

### Kostimografija
Kožnu pilotsku jaknu Top Gun Navy G-1 koju je u filmu nosio Tom Cruise te ostalu avijatičarsku odjeću specijalno je za potrebe produkcije izradila američka tvrtka obitelji Clyman - Cockpit USA Inc. (u 1980-tima i 1990-tima poznata pod imenom Avirex LTD.)

### Glazba
1. "Danger Zone" Kenny Loggins – 3:36
2. "Mighty Wings" Cheap Trick – 3:51
3. "Playing With the Boys" Kenny Loggins – 3:59
4. "Lead Me On" Teena Marie – 3:47
5. "Take My Breath Away (Love Theme from Top Gun)" Berlin – 4:11[3]
6. "Hot Summer Nights" Miami Sound Machine – 3:38
7. "Heaven in Your Eyes" Loverboy – 4:04
8. "Through the Fire" Larry Greene – 3:46
9. "Destination Unknown" Marietta – 3:48
10. "Top Gun Anthem" Harold Faltermeyer & Steve Stevens – 4:12

## Pogledajte i
- Cockpit USA
- Avijacija
- Pilotska jakna
- Cowboys of the sky
- American Airpower Museum
- Ratno zrakoplovstvo SAD-a
- Ratna mornarica SAD-a

## Vanjske poveznice
- Top Gun u internetskoj bazi filmova IMDb-a